# Ruth Achlama
Ruth Achlama (hebräisch רות אחלמה‎, geboren als Renate Böteführ; * 29. Oktober 1945 in Quedlinburg) ist eine deutsch-israelische Übersetzerin.

## Leben
Renate Böteführ wuchs in Mannheim auf. Nachdem sie sich 1963/64 als Austauschschülerin in den Vereinigten Staaten aufgehalten und 1965 in Mannheim ihre Reifeprüfung abgelegt hatte, studierte sie von 1965 bis 1969 Rechtswissenschaft an der Universität Heidelberg. Von 1969 bis 1973 absolvierte sie ihr Referendariat, zeitweise bei einem Rechtsanwalt in Tel-Aviv. 1972 konvertierte sie zum Judentum, und von 1973 bis 1974 studierte sie Judaistik am Hebrew Union College in Cincinnati (Ohio). 1974 heiratete sie den israelischen Chemiker Abraham Achlama und wanderte mit ihm nach Israel aus. 
In Israel arbeitete Achlama anfangs als Korrektorin für die deutschsprachige Zeitung Israel-Nachrichten. Später absolvierte sie ein Studium der Bibliothekswissenschaft an der Hebräischen Universität in Jerusalem. Nach dessen Abschluss war sie als Bibliothekarin in der Bibliothek der Landwirtschaftlichen Fakultät der Hebräischen Universität in Rechovot tätig. Seit 1979 ist sie im Hauptberuf freiberufliche Übersetzerin. Achlama, die sowohl die israelische als auch die deutsche Staatsbürgerschaft besitzt, lebt in Tel Aviv. 
Nachdem sie anfangs vorwiegend Sachbücher übersetzte, liegt
der Schwerpunkt von Achlamas Arbeit inzwischen auf der Übertragung belletristischer Werke aus dem Hebräischen ins Deutsche. Zu den von ihr übersetzten bekannten Autoren zählen S. Yizhar, Jehuda Amichai, Abraham B. Jehoschua, Amos Oz, Yoram Kaniuk, Meir Shalev und Ayelet Gundar-Goshen.
Achlama ist Mitglied im Verband deutschsprachiger Übersetzer literarischer und wissenschaftlicher Werke, VdÜ.

## Ehrungen
- Achlama war von 1993 bis 1995 die Trägerin des vom Verband deutschsprachiger Übersetzer literarischer und wissenschaftlicher Werke, VdÜ, gestifteten Hieronymusrings. Sie gab diesen Wanderpreis an Hartmut Fähndrich weiter.
- 1995 erhielt sie, vor allem für ihre Übersetzungen der Werke von Amos Oz, den Paul-Celan-Preis.
- 2015 wurde sie mit dem erstmals verliehenen Deutsch-Hebräischen Übersetzerpreis ausgezeichnet.[3]
- 2019 erhielt Achlama das Bundesverdienstkreuz am Bande.[4]

## Übersetzungen

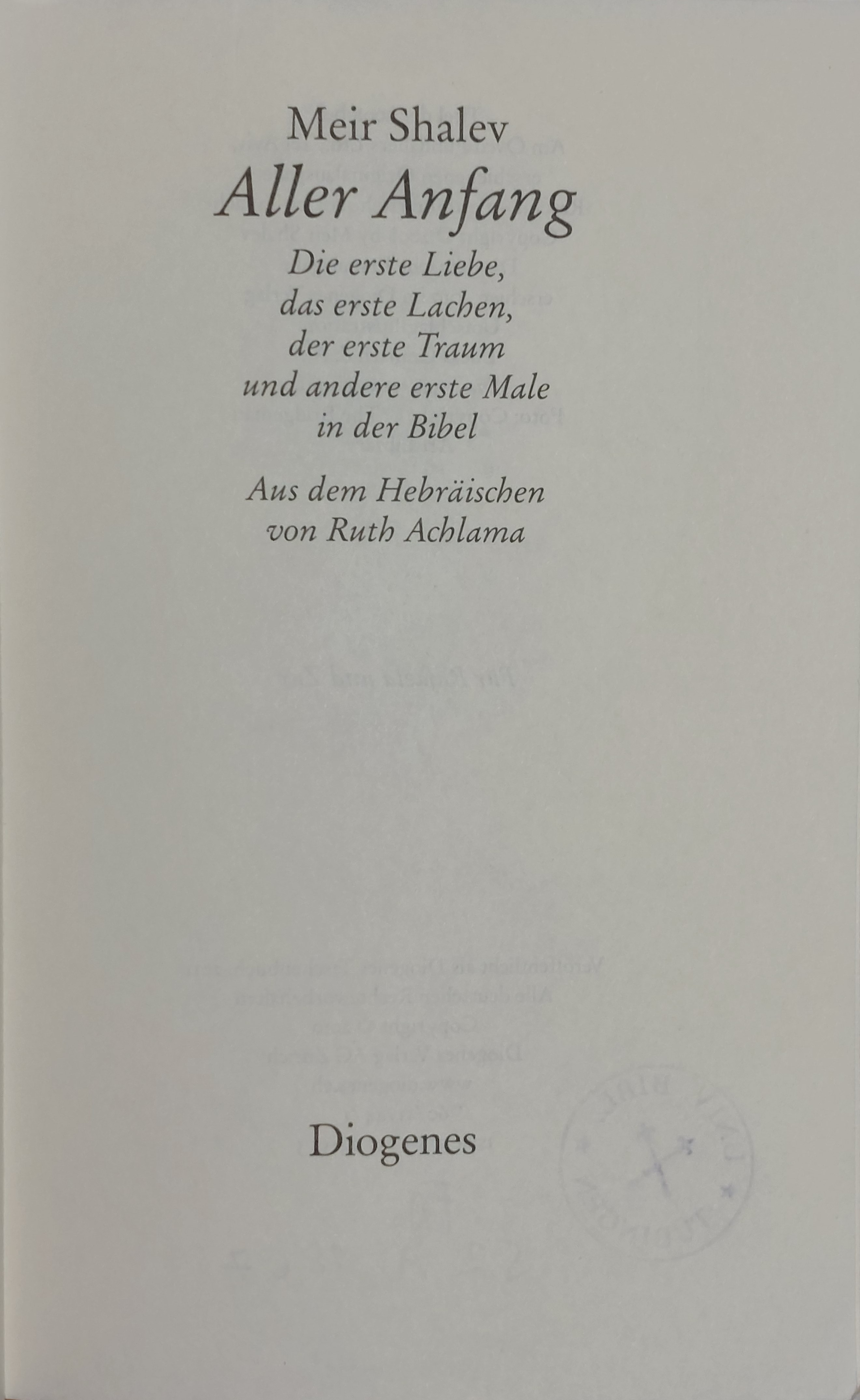
Meir Shalev: Aller Anfang (2010)

- Miriam Akavia: Zwischen Hölle und Gelobtem Land. Gütersloh 1985 (übersetzt zusammen mit Judith Brüll)
- Jehuda Amichai: Nicht von jetzt, nicht von hier. München 1992
- Pesach Anderman: Der Wille zu leben. Düsseldorf 2006
- Nir Baram: Purple love story. Frankfurt a. M. 2001
- Meir Buchsweiler: Volksdeutsche in der Ukraine am Vorabend und Beginn des Zweiten Weltkriegs – ein Fall doppelter Loyalität? Gerlingen 1984
- Die Einzigartigkeit des Alten Testaments. Neuhausen-Stuttgart 1983
- Die Einzigartigkeit des Neuen Testaments. Neuhausen-Stuttgart 1984
- Shmuel N. Eisenstadt: Die Transformation der israelischen Gesellschaft. Frankfurt am Main 1987
- Yehuda Elkana: Anthropologie der Erkenntnis. Frankfurt am Main 1986
- Erziehung in Israel. 2 Bde. Stuttgart 1982 (übersetzt zusammen mit Ludwig Liegle)
- Shlomo Graber: Schlajme. Konstanz 2002
- David Grossman: Diesen Krieg kann keiner gewinnen. München 2003
- Ayelet Gundar-Goshen: Eine Nacht, Markowitz. Zürich 2013
- Ayelet Gundar-Goshen: Löwen wecken. Zürich 2015
- Ayelet Gundar-Goshen: Wo der Wolf lauert. Zürich 2021
- Ayelet Gundar-Goshen: Ungebetene Gäste. Zürich 2025
- Schulamit Hareven: Saras Jerusalem. Frankfurt 1993
- Yael Hedaya: Eden. Zürich 2008
- Shifra Horn: Die schönste aller Frauen. München 2001
- Abraham B. Jehoschua: Die befreite Braut. München 2003
- Abraham B. Jehoschua: Freundesfeuer. München 2009
- Abraham B. Jehoschua: Die fünf Jahreszeiten des Molcho. München 1989
- Abraham B. Jehoschua: Die Manis. München 1993
- Abraham B. Jehoschua: Die Passion des Personalbeauftragten. München 2006
- Abraham B. Jehoschua: Die Reise ins Jahr Tausend. München 1999
- Abraham B. Jehoschua: Die Rückkehr aus Indien. München 1996
- Yoram Kaniuk: Adam Hundesohn. München 1989
- Yoram Kaniuk: Der letzte Jude. Frankfurt am Main 1990
- Yoram Kaniuk: Tante Schlomzion die Große. Frankfurt am Main 1995
- Yoram Kaniuk: Wilde Heimkehr. Stuttgart 1984
- Yoram Kaniuk: Zwischen Leben und Tod. Berlin 2009
- Amos Kenan: Der Weg nach En Harod. Augsburg 1987
- Moti Kfir: Sylvia Rafael. Zürich 2012
- Kulturen der Achsenzeit. Frankfurt am Main

Band 1: Ihre Ursprünge und ihre Vielfalt
1. Griechenland, Israel, Mesopotamien. 1987
2. Spätantike, Indien, China, Islam. 1987

Band 2: Ihre institutionelle und kulturelle Dynamik
1. China, Japan. 1992
2. Indien. 1992
3. Buddhismus, Islam, Altägypten, westliche Kultur. 1992

- Ronit Matalon: Sara, Sara. München 2002
- Ronit Matalon: Was die Bilder nicht erzählen. Reinbek 1998
- Naila Minai: Schwestern unterm Halbmond. Stuttgart 1984
- Amos Oz: Ein anderer Ort. Frankfurt am Main 2001
- Amos Oz: Der Berg des bösen Rates. Frankfurt am Main 1993
- Amos Oz: Black box. Frankfurt am Main 1989
- Amos Oz: Der dritte Zustand. Frankfurt am Main 1992
- Amos Oz: Eine Frau erkennen. Frankfurt 1991
- Amos Oz: Eine Geschichte von Liebe und Finsternis. Frankfurt 2004
- Amos Oz: Herr Levi. Frankfurt 1996
- Amos Oz: Nenn die Nacht nicht Nacht. Frankfurt am Main 1995
- Amos Oz: Der perfekte Frieden. Frankfurt am Main 1987
- Amos Oz: Das Schweigen des Himmels. Frankfurt am Main 1998
- Amos Oz: Sehnsucht. Frankfurt am Main 1994
- Amos Oz: So fangen die Geschichten an. Frankfurt 1997
- Amos Oz: Dem Tod entgegen. Frankfurt am Main 1997
- Fania Oz-Salzberger: Israelis in Berlin. Frankfurt 2001
- Terence Prittie: Wem gehört Jerusalem. Stuttgart 1982
- Asher Reich: Erinnerungen eines Vergeßlichen. Gerlingen 2000
- Asher Reich: Ein Mann mit einer Tür. Frankfurt 2012
- Yishai Sarid: Monster. Berlin 2019
- Gerschon Schoffmann: Nicht für immer. Graz 2017
- David Schütz: Gras und Sand. Hildesheim 1992 (übersetzt zusammen mit Judith Brüll-Assan)
- Tom Segev: David Ben Gurion. Ein Staat um jeden Preis. München 2018
- Tom Segev: Jerusalem Ecke Berlin. München 2022
- Shulamith Shahar: Die Frau im Mittelalter. Königstein im Taunus 1981
- Gershon Shaked: Immigranten. Frankfurt 2007
- Meir Shalev: Aller Anfang. Zürich 2010
- Meir Shalev: Esaus Kuß. Zürich 1994
- Meir Shalev: Fontanelle. Zürich 2004
- Meir Shalev: Im Haus der großen Frau. Zürich 2000
- Meir Shalev: Judiths Liebe. Zürich 1998
- Meir Shalev: Der Junge und die Taube. Zürich 2007
- Meir Shalev: Meine russische Großmutter und ihr amerikanischer Staubsauger. Zürich 2011
- Meir Shalev: Ein russischer Roman. Zürich 1991
- Meir Shalev: Zwei Bärinen, Diogenes, Zürich 2014
- Ayman Sikseck: Reise nach Jerusalem. Zürich 2012
- Yosef Tobi: Ein Jude im Dienst des Imāms. Dettelbach 2008
- David Vogel: Eine Ehe in Wien. München 1992
- David Vogel: Das Ende der Tage. München 1995
- David Vogel: Im Sanatorium. An der See. München 1994
- Omer Meir Wellber: Die vier Ohnmachten des Chaim Birkner, Roman, Berlin 2019
- S. Yizhar: Ein arabisches Dorf. Frankfurt am Main 1998
- S. Yizhar: Auftakte. Reinbek 1996
- S. Yizhar: Geschichten von Krieg und Frieden. Frankfurt am Main 1997
- Michal Zamir: Das Mädchenschiff. Hamburg 2007
- Michal Zamir: Die Siedlung. Zürich 2009